# 米科韋
50°57′51″N 25°42′15″E / 50.96417°N 25.70417°E
米科韋（烏克蘭語：Микове），是烏克蘭的村落，位於該國西部沃倫州，由盧茨克區負責管轄，始建於1546年，面積0.67平方公里，海拔高度188米，2001年人口185，人口密度每平方公里274.89人。